# Consuelo Velázquez
Consuelo Velázquez Torres (Ciutat Guzmán/Zapotlán el Grande, Jalisco, 21 d'agost de 1916 - Ciutat de Mèxic, 22 de gener de 2005), popularment coneguda també com a Consuelito Velázquez, fou una pianista i compositora mexicana.

## Primers anys
Als 4 anys la seva família es va traslladar a Guadalajara. Amb prou feines 6 anys es va iniciar en els estudis de música i piano en l'acadèmia Serratos de Guadalajara.
Després de 9 anys d'estudi, es va traslladar a Mèxic, D.F., on va prosseguir amb els seus estudis i va obtenir la llicenciatura de pianista concertista i mestra de música. El seu concert de graduació va tenir lloc al Palau de les Belles Arts de la capital i poc després es va iniciar com a compositora de música popular. Com a concertista de piano, va ser solista de l'Orquestra Simfònica Nacional de Mèxic i de la Filharmònica de la Universitat Nacional Autònoma de Mèxic.

## Compositora
Com a compositora el seu llegat ha estat notori. Les seves primeres composicions, No me pidas nunca, Pasional i Déjame quererte, van tenir un caire romàntic. Després, van sorgir, entre d'altres, cançons com ara Bésame mucho, Amar y vivir, Verdad Amarga, Franqueza, Chiqui, Cachito, Que seas feliz, Enamorada, Orgullosa y bonita i Yo no fui (cançó ballable popularitzada inicialment per Pedro Infante i, en anys recents, per Pedro Fernández). Destaca com un fet curiós la participació de Velázquez com a actriu en la pel·lícula argentina de 1938 Noches de Carnaval, dirigida pel cineasta Julio Saraceni. També va participar com a pianista en les pel·lícules mexicanes del director Julián Soler Se le pasó la mano de 1952 i Mis padres se divorcian de 1959. A més, va aparèixer en el documental sobre la seva vida Consuelo Velázquez de 1992. Al llarg de la seva vida va compondre música per a diverses pel·lícules mexicanes.

## Vida privada i salut
Anys després de l'inici de la seva carrera, Consuelo Velázquez va contreure matrimoni amb el propietari de mitjans i impulsor d'artistes Mariano Rivera Conde (mort en 1977), de la unió dels quals van néixer els seus fills Mariano i Sergio Rivera Velázquez. En el període comprès entre 1979 i 1982 va formar part de la Cambra de diputats del Congrés de la Unió, en la que seria la seva única intervenció en la política del seu país. Va ser guanyadora del Premi Nacional de Ciències i Arts a l'àrea d'Arts i Tradicions Populars, en 1989.
Afectada per una malaltia cardiovascular, Consuelo Velázquez va morir el 22 de gener de 2005. El seu cos va ser traslladat al Palau de les Belles Arts, escenari de la seva primera presentació, enmig d'una important manifestació de coneguts artistes i del poble, en general. Les seves cendres després van ser inhumades a l'església de Sant Tomàs Moro, on l'autora anava cada diumenge a escoltar la missa. La seva última participació artística la va realitzar com a pianista en l'àlbum de la cantant mexicana Cecilia Toussaint titulat Para mí... Consuelo, el qual conté cançons de Velázquez.
En 1977 va rebre la Medalla de la Pau de les Nacions Unides, juntament amb Ramón Inclán Aguilar i el periodista i cantant Wilbert Alonzo Cabrera, Lola Beltrán i María Medina. Aquesta medalla els va ser lliurada pel Secretari General de l'ONU per la seva participació artística i l'organització d'un festival mexicà amb motiu del dia del personal de les Nacions Unides.
Recentment s'ha sabut que la compositora i intèrpret, entre les seves últimes voluntats, va deixar set cançons inèdites, entre elles Donde siempre (dedicada a Cecilia Toussaint), Mi bello Mazatlán i Por el camino, que l'autora va llegar al cantant mexicà Luis Miguel.

## Bésame mucho
El seu èxit més conegut: Bésame mucho, és un bolero compost quan Velázquez tenia només 16 anys. Va ser la melodia que més satisfaccions va portar a Velázquez i que es va convertir en la seva carta de presentació. Després d'haver estat gravada pel baríton hispà-mexicà Emilio Tuero, en 1944, es va fer la seva primera adaptació en anglès per part del famós pianista i cantant nord-americà Nat "King" Cole. Des de llavors va ser interpretada per centenars d'artistes arreu del món, com ara Pedro Infante, Javier Solís, The Beatles, La Internacional Sonora Santanera, Thalia, Xavier Cugat i la seva Orquestra, The Ventures, Sammy Davis Jr., Antonio Machín, Lucho Gatica, Plácido Domingo, Vera Lynn, Luis Mariano (qui la va popularitzar a França), Sara Montiel, José Carreras, Ray Conniff i la seva Orquestra, Andrea Bocelli, Frank Sinatra, Luis Miguel, Diana Krall, Filippa Giordano, Zoé, Susana Zabaleta, Mónica Naranjo entre d'altres. Bésame mucho és coneguda també com a Kiss Me Much, Kiss Me a Lot, Kiss Me Again and Again, Embrasse-Moi i Stale Ma Boskavaj. Traduïda a més de 20 idiomes, la cançó va arribar a ser tota una icona de la música popular. El seu gran encert als Estats Units va ser la contextualització de la cançó per a les dones que esperaven als seus marits durant la Segona Guerra Mundial.